# Sayalonga
Sayalonga es un municipio español de la provincia de Málaga, en la comunidad autónoma de Andalucía. Ubicado en la comarca de la Axarquía, tiene una población de 1646 habitantes (INE 2024) e incluye la pedanía de Corumbela.

## Historia
Desde hace siglos las distintas civilizaciones pasaron y dejaron su huella en el municipio; desde el hombre prehistórico, del que existen algunos vestigios pasando por los romanos, la época andalusí, etc.
Los romanos cultivaron en Sayalonga productos de huerta, aprovechando para ello la cercanía del río y su clima. Emplearon unas terrazas preexistentes junto al río, que tal vez sean de diseño fenicio. La sencillez de esta idea contrasta con la utilidad que tienen y el papel que desempeñan, pues sirven a la vez para mantener el agua del riego y que dure más tiempo así como para prevenir la desertización que puede causar el arrastre de tierras por las lluvias intensas.
Es de reseñar el alminar islámico de Corumbela, construido en el siglo XII, y que está en un estado de perfecta conservación.
De Corumbela fue el rey Bisma I, de la Taifa de Málaga, un rey ilustrado al que siempre le gustaba estar rodeado de artistas, bajo cuyo mandato se terminó de construir la Alcazaba quedando tal y como la conocemos.
Una rama de una calzada romana pasaba junto a lo que hoy se conoce como Ventorrillo del Aljibe. Esta calzada era la que desde Málaga iba hasta Almuñécar, vía conocida como "Vía de Antonino". Este camino subía por las tierras de Sayalonga para llegar a Granada atravesando el parque natural de las Sierras de Tejeda, Almijara y Alhama.
Pero, no obstante, la civilización que más huella ha dejado en Sayalonga es la islámica. Fruto de su presencia en Sayalonga durante más de 900 años es el casco urbano y muchas construcciones, cuya estampa es la del clásico pueblo árabe, con calles tranquilas y angostas, y de fachadas blancas.
Entre otras calles, es destacable el Callejón de la Alcuza, que mide tan solo 50 centímetros por su lado más estrecho. Se encuentra en pleno centro del casco histórico, junto a la iglesia y la oficina de turismo.
Entre los vestigios más importantes de los tiempos de Al-Ándalus se encuentra el propio Ventorrillo del Aljibe, un aljibe con capacidad para almacenar más de 90 000 litros.
Junto a este aljibe se encuentran las ruinas del poblado andalusí de Batahiz, cuna de poetas como Mohamed Al-Hasni, poeta de gran importancia en la Málaga andalusí.
Ya en época cristiana, el monumento más importante de Sayalonga es el cementerio redondo, único en España por su estilo y de gran valor arquitectónico. Puede verse en toda su extensión desde el conocido como mirador del Cementerio. En las inmediaciones del mismo se encuentra el centro de interpretación del Cementerio Redondo, en el que se conserva un libro de visitas donde se invita a los visitantes a dejar constancia de su paso por la localidad.

## Demografía
El municipio Cuenta con una población de 1646 habitantes (INE 2024).
| Gráfica de evolución demográfica de Sayalonga entre 1842 y 2021 |
| |
| Población de derecho según los censos de población del INE Población de hecho según los censos de población del INEEntre el censo de 1877 y el anterior, crece el término del municipio porque incorpora a 29503 (Corumbela) |

| Nacionalidad | Hombres | Mujeres | Total | %     | Proporción |
| ------------ | ------- | ------- | ----- | ----- | ---------- |
| Española     | 459     | 445     | 904   | 55.0% |            |
| Extranjera   | 386     | 351     | 737   | 44.9% |            |

| País        | Hombres | Mujeres | Total | %     | Proporción |
| ----------- | ------- | ------- | ----- | ----- | ---------- |
| Reino Unido | 104     | 100     | 204   | 27.7% |            |
| Alemania    | 96      | 97      | 193   | 26.2% |            |
| Marruecos   | 42      | 24      | 66    | 9.0%  |            |
| Francia     | 15      | 11      | 26    | 3.5%  |            |
| Polonia     | 9       | 7       | 16    | 2.2%  |            |
| Italia      | 6       | 2       | 8     | 1.1%  |            |
| Paraguay    | 2       | 3       | 5     | 0.6%  |            |
| Colombia    | 1       | 3       | 4     | 0.5%  |            |
| Rusia       | 2       | 2       | 4     | 0.5%  |            |
| Brasil      | 1       | 1       | 2     | 0.2%  |            |
| Rumania     | 0       | 2       | 2     | 0.2%  |            |
| Venezuela   | 0       | 2       | 2     | 0.2%  |            |
| Cuba        | 0       | 1       | 1     | 0.1%  |            |
| Perú        | 1       | 0       | 1     | 0.1%  |            |
| Uruguay     | 0       | 1       | 1     | 0.1%  |            |

| 2013  | 2014  | 2015  | 2016  | 2017  | 2018  | 2019  | 2020  | 2021  | 2022  |
| ----- | ----- | ----- | ----- | ----- | ----- | ----- | ----- | ----- | ----- |
| 1.568 | 1.512 | 1.505 | 1.628 | 1.579 | 1.658 | 1.681 | 1.568 | 1.614 | 1.641 |

### Economía

#### Evolución de la deuda viva municipal
| Gráfica de evolución de Deuda viva del Ayuntamiento de Sayalonga entre 2008 y 2019                                |
| |
| Deuda viva del Ayuntamiento de Sayalonga en miles de Euros según datos del Ministerio de Hacienda y Ad. Públicas. |

## Política y Administración

### Resultado de las elecciones municipales de 2023
| Candidatura     | Candidatura                              | Votos | %                               | Escaños                         |
| --------------- | ---------------------------------------- | ----- | ------------------------------- | ------------------------------- |
|                 | Partido Socialista Obrero Español (PSOE) | 425   | 59,27                           | 5                               |
|                 | Partido Popular (PP)                     | 287   | 40,03                           | 4                               |
| Votos en blanco | Votos en blanco                          | 5     | 0,70                            | n/a                             |
| Votos válidos   | Votos válidos                            | 717   | 100                             | 9                               |
| Votos nulos     | Votos nulos                              | 16    | Participación: \| \| 79,85 % \| | Participación: \| \| 79,85 % \| |
| Votantes        | Votantes                                 | 733   | Participación: \| \| 79,85 % \| | Participación: \| \| 79,85 % \| |
| Electores       | Electores                                | 918   | Participación: \| \| 79,85 % \| | Participación: \| \| 79,85 % \| |
|                 | 79,85 %                                  |       |                                 |                                 |

## Patrimonio

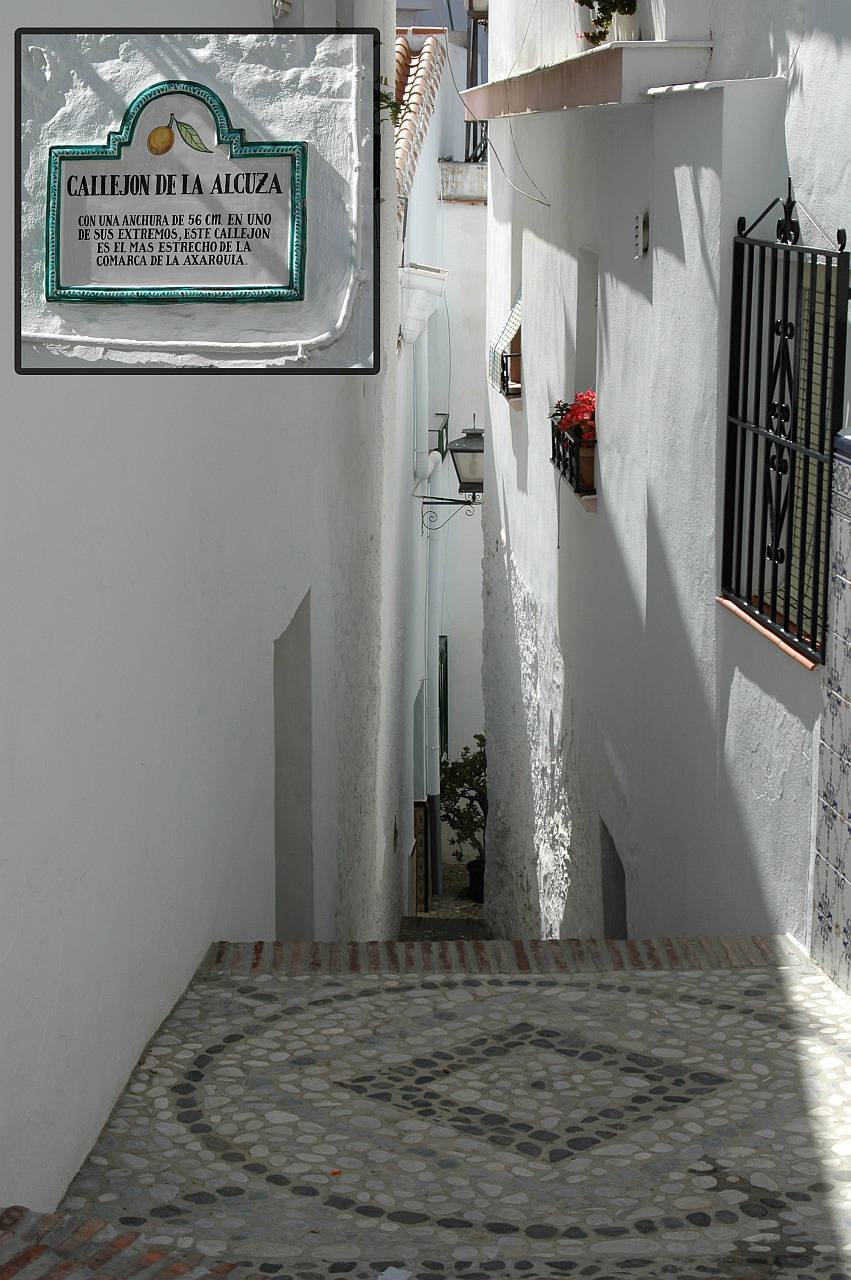
Callejón de la Alcuza

- Iglesia de Santa Catalina: esta iglesia fue construida en el siglo XVI sobre lo que había sido la antigua mezquita, y probablemente en el mismo lugar donde se ubicó un templo romano. Su estilo es mudéjar,  destacando su torre octogonal similares otras de la provincia de Málaga. Destaca por su gran valor escultórico la talla de la Virgen del Rosario, que data del siglo XVIII de la escuela granadina de escultura. Se encuentra en pleno centro histórico del pueblo, en la plaza de la Constitución.
- Ermita de San Cayetano: la ermita de San Cayetano fue construida muy probablemente en el siglo XVI. Estuvo dedicada al culto cristiano en tiempos de cohabitación del cristianismo y el islam; o quizás pudo ser dedicada a la advocación de algún otro santo. Actualmente se encuentra en su interior la imagen de San Cayetano, una imagen del siglo XVIII y de gran valor escultórico. Pueden encontrarla junto a la puerta de entrada de la iglesia de Santa Catalina.
- Cementerio redondo: probablemente es uno de los únicos cementerios redondos de España y destaca por su arquitectura popular, siendo uno de los monumentos más visitados de la Axarquía con más de 3000 visitantes al año. Justo a la entrada del cementerio se encuentra el centro de interpretación del Cementerio Redondo de Sayalonga. Dicho centro de interpretación explicará a los visitantes que se pueden encontrar en el mismo y el origen de su construcción. Para dirigirse al Cementerio Redondo siga las indicaciones que encontrará a lo largo del pueblo. Para visitar el centro de interpretación puede pedir la llave en la Oficina de Turismo ya que se encuentra cerrado por motivos de seguridad.
- Callejón de la Alcuza: este callejón es uno de los más estrechos de la Axarquía. Con tan solo 56 centímetros en su parte más estrecha, y su forma de embudo le da su nombre (Alcuza) en árabe. Se encuentra entre una de las muchas callejuelas que entrecruzan la plaza de la Constitución, junto a la oficina de turismo o la entrada a la puerta de la iglesia. El firme ha sido reciente reformado con piedras vistas para dar un aspecto aún más característico.
- Mirador del Cementerio: construido en el año 2002, este mirador que se encuentra a las afueras del pueblo en dirección hacia Cómpeta ofrece a los visitantes vistas panorámicas y espléndidas de todos los pueblos y montes de la zona en general. Está situado sobre el Cementerio Redondo de Sayalonga y ofrece vistas abiertas hacia la Sierra Almijara, Corumbela, el Monte Bentomiz, vistas a los pueblos de Árchez y Canillas a pie de sierra, y vistas, como no, al Cementerio Redondo, a Sayalonga, y a la iglesia de Santa Catalina.
- Fuente del Cid: esta fuente ha sido el principal abastecimiento de agua potable de la población en tiempos de los árabes siendo por tanto su construcción en estas fechas. Cuenta la leyenda que el Cid Campeador bebió agua de esta fuente en una de sus visitas por la zona. Del aceite que proviene de los olivos que se encuentran sobre esta fuente se saca el aceite que quemarán las velas de Nuestra Señora del Rosario en su Santo Día el 7 de octubre.
- Alminar mudéjar de Corumbela: este alminar fue construido en el siglo XIV a semejanza de los alminares de pueblos cercanos como Árchez o Salares. Es de estilo africano y, aunque de menor riqueza ornamental que los anteriores, sin embargo, es de una gran belleza encontrándose en perfecto estado de conservación tras la resturaración a la que fue sometida hace pocos años.

## Museos y biblioteca
- Centro de interpretación del Cementerio Redondo
- Museo de Pintura "Adolfo Córdoba"
- Museo Morisco de Sayalonga
- Biblioteca pública "Manuel Fernández Mota"

## Fiestas
- 28 de febrero, Día de Andalucía. En esta fiesta, que es la primera fiesta del año, se celebra en el pueblo el Día de Andalucía. Se organizan actuaciones de grupos de cante y baile para celebrar este día y se hace entrega de un detalle por parte del Ayuntamiento de Sayalonga a todos los jóvenes del pueblo que cumplen la mayoría de edad para marcar este importante día de sus vidas.

- Primer domingo de mayo, Día del Níspero. Fiesta declarada de Interés Turístico. Se celebra en plena temporada de recogida de níspero y cuando el fruto esta es todo su esplendor. También se dan a conocer los productos derivados del níspero como la dulce mermelada de níspero o el sabroso de níspero, y los productos típicos del lugar. Igualmente se hace entrega de los galardones del níspero a nivel andaluz, comarcal, y local. A lo largo de toda la jornada hay degustación gratuita de níspero y mermelada y se exponen los productos de los numerosos cursos que se imparten el pueblo a lo largo del año.

- 7 de septiembre, Día de las Candelarias. En este día de fiesta popular, durante la noche las familias se reúnen en los cortijos y a las afueras del pueblo en el campo para disfrutar de la velada al pie de una gran hoguera. Hay cantes, bailes, bebida y comida para disfrutar de la fiesta hasta que se aguante.

- 7 de octubre, Romería de Nuestra Señora del Rosario (patrona de Sayalonga). Al igual que Corumbela, Sayalonga celebra una romería con peregrinación al río, donde se reúnen todas las personas del pueblo y visitantes en grupos para hacer comidas, como paelladas, y disfrutar de una completa jornada en plena naturaleza.

- 29 de octubre, Romería de San Pedro en Corumbela. Este es el día que se celebra en honor al patrón de Corumbela, San Pedro.

## Gastronomía
Las sopas cachorreñas, el potaje de hinojos campestre, la calabaza frita con orégano, las migas acompañadas de arenques asados, la ensaladilla de tomate, pepino y cebolla con bacalao, el gazpacho, la sopa fría o gazpacho clásico, el ajoblanco con uva moscatel, los chicharrones, el lomo en manteca, el choto al ajillo, las tortillas de Semana Santa empapadas en miel de caña, las tortas rellenas de bacalao. Y todo, acompañado con vino de elaboración artesanal, las pasas y las almendras. Y con la incorporación de plantaciones tropicales, el mango y sobre todo el níspero de una calidad excepcional.

## Hermanamientos
- Otívar (España)[8]
- Piaggine (Italia)

## Personas notables
- Luis Gordillo Pérez
- Manuel Fernández Mota